# Ostiense (quartiere)

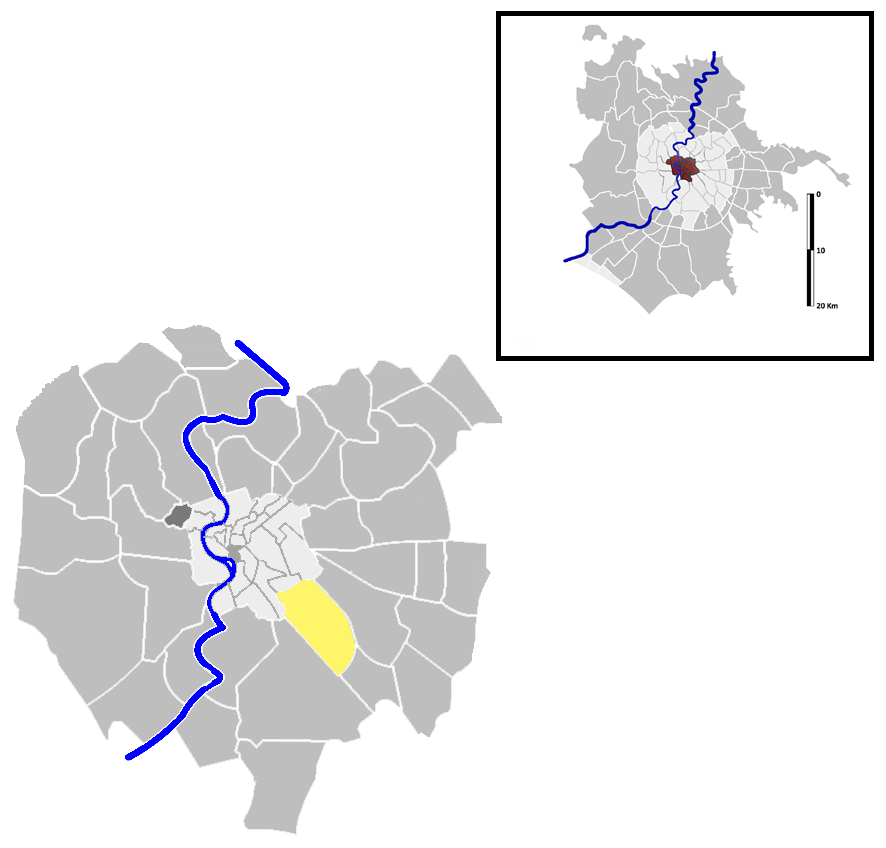
Quartiere Ostiense

Ostiense é o décimo quartiere de Roma e normalmente indicado como Q. X. Este mesmo topônimo indica a zona urbana 11A do Municipio VIII da região metropolitana de Roma Capitale. Até 1930 existia também subúrbio chamado Ostiense, indicado como "S.O.". Seu nome é uma referência à Via Ostiense.

## Geografia

Brasão do Quartiere Ostiense.

O quartiere Ostiense fica localizado na região sul da cidade, encostado na Muralha Aureliana e às margens do rio Tibre. As fronteiras do quartiere são:
- ao norte estão os riones Testaccio, separado pela muralha, pelo rio e pela Porta San Paolo, e San Saba, separado pela muralha, pela Porta San Paolo e a Porta Ardeatina.
- a leste está o quartiere Q. XX Ardeatino, separado pela Via Cristoforo Colombo, da Via di Porta Ardeatina até a Via Laureatina, e da Via Laureatina, da Via Cristoforo Colombo até a Viale dell'Atletica.
- ao sul está o quartiere Q. XXXII Europa, separado pela Viale dell'Atletica e pelo Viadotto della Magliana até o Tibre.
- a oeste com o quartiere Q. XI Portuense, separado pelo rio Tibre, pelo Viadotto della Magliana até a Ponte dell'Industria.

## História
Ostiense estava entre os quinze primeiros quartieri criados em 1911 e oficialmente instituídos em 1921. Neste quartiere está a basílica de San Paolo fuori le Mura, no entorno da qual, no século IX, começou a formar-se um assentamento fortificado chamado Giovannipoli, pelo papa João VIII. O desenvolvimento urbanístico da região começou por volta de 1907, quando o prefeito Ernesto Nathan começou a promover a criação de um quartiere industrial no início da Via Ostiense. Com base neste impulso e apoiado também pelo plano diretor (em italiano:  Piano Regolatore) de 1909, foram construídos o Porto Fluviale, o Gazometro, a Centrale Montemartini e os Mercati Generali. Desde o início do século XX, o distrito Ostiense tem se caracterizado por uma grande vitalidade devido à presença das plantas industriais, especialmente do Mercati Generali até o seu fechamento em 1992, a partir de quando passou a hospedar a Universidade Roma Tre.
Um dos mais conhecidos bairros históricos de Roma, Garbatella, fica em Ostiense. Além disto, o quartiere é famoso por suas numerosas iniciativas de caráter social, especialmente por sediar muitas das atividades da comunidade LGBT em Roma. Em Ostiense está a sede do Arcigay, do Circolo di cultura omosessuale Mario Mieli, do Di' Gay Project e do Gay Center, além do Caffè Letterario e a histórica danceteria Alpheus. Foi ali que, na década de 1990, nas imediações do Gazometro, que nasceu a Muccassassina, a principal festa noturna LGBT da Itália. 

### Brasão
A descrição oficial do brasão de Ostiense é: De azure um farol em argento.

## Vias e monumentos
- Ponte dell'Industria
- Ponte della Scienza
- Ponte Gugliemo Marconi
- Ponte Settimia Spizzichino‎
- Ponte San Paolo
- Porta Ardeatina
- Porta San Paolo
- Via Ostiense

### Antiguidades romanas
- Catacumba de Comodila
- Catacumba de Santa Tecla
- Necrópole de São Paulo
- Pirâmide de Céstio

## Edifícios

### Palácios evillas
- Palazzo della Regione Lazio
- Palazzo delle Poste Roma Ostiense‎

### Outros edifícios
- Abadia de San Paolo fuori le Mura
- Centrale Montemartini
- Forte Ostiense
- Gazometro di Roma[3]
- Mercati Generali all'Ostiense
- Monastero Corpus Christi delle Monache Cappuccine
- Monastero di San Cosimato‎
- Porto Fluviale di Roma
- Universidade Roma Tre
- Teatro Palladium‎

### Igrejas
- San Benedetto al Gazometro
- Corpus Christi alla Garbatella
- San Cosimato in Ostiense
- Corpus Domini alla Garbatella
- San Filippo Neri in Eurosia
- San Francesco Saverio alla Garbatella
- Santa Galla
- Santi Isidoro ed Eurosia
- San Leonardo Murialdo
- Santa Marcella
- Santa Maria Regina degli Apostoli alla Montagnola
- Sacra Famiglia alla Garbatella
- San Paolo fuori le Mura

Igrejas desconsagradas
- Cappella della Società Romana Gas

Igrejas demolidas
- San Salvatore de Porta